# Балаклійська міська рада
Балаклі́йська міська́ ра́да— орган місцевого самоврядування в Балаклійському районі Харківської області. Адміністративний центр— місто Балаклія.

## Загальні відомості
- Територія ради: 162,68 км²
- Населення ради: 32151 осіб (станом на 2001 рік)
- Територією ради протікає річка Балаклійка.

## Населені пункти
Міській раді підпорядковані населені пункти:
- м. Балаклія
- с. Крейдянка